# Leucastea letestui
Leucastea letestui is een keversoort uit de familie halstandhaantjes (Megalopodidae). De wetenschappelijke naam van de soort werd in 1944 gepubliceerd door Maurice Pic.